# Compagnie aérienne
Pour les articles homonymes, voir Compagnie.

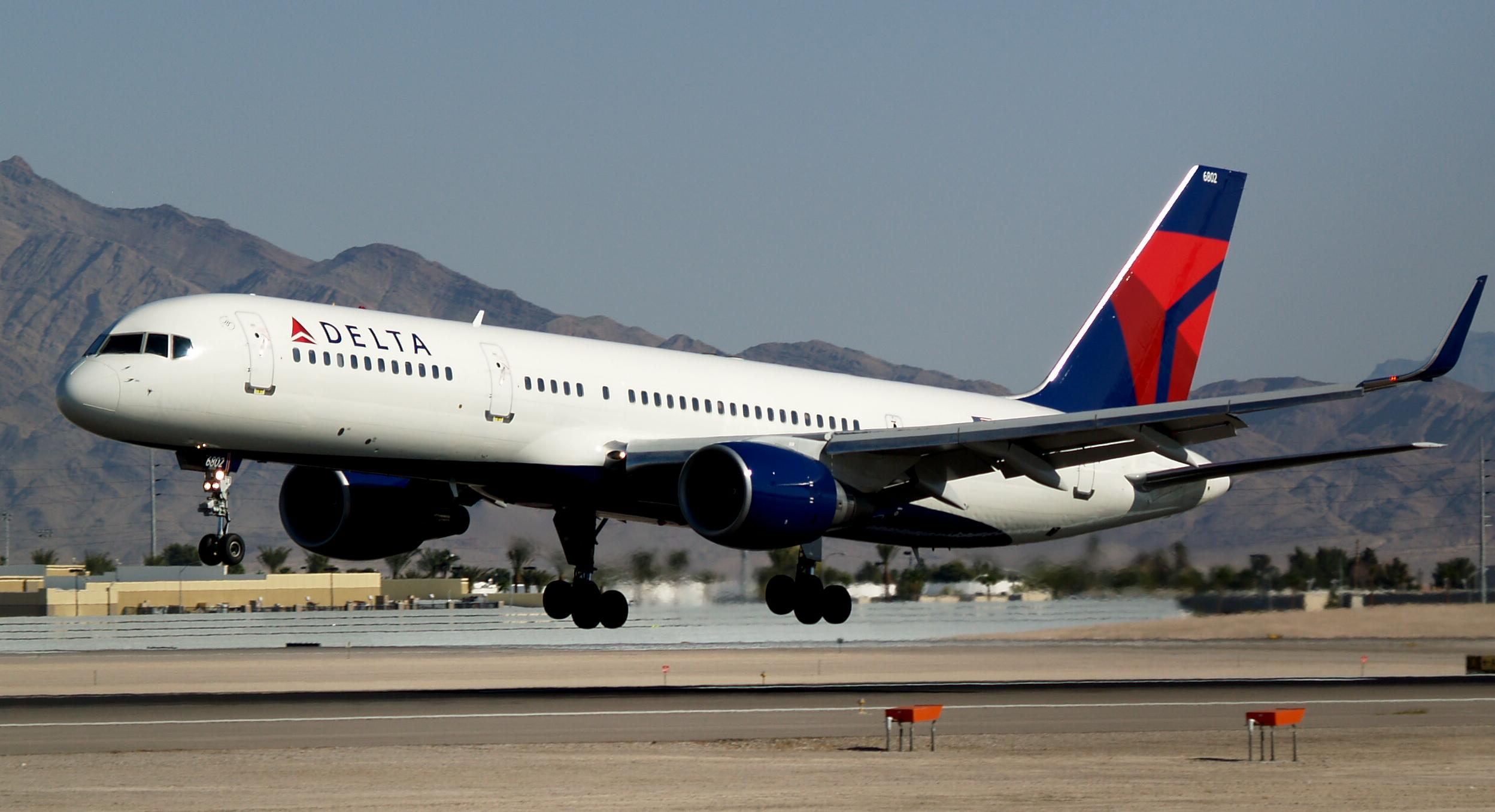
Boeing 757 de Delta Air Lines, la plus grande compagnie aérienne commerciale au monde en 2009.

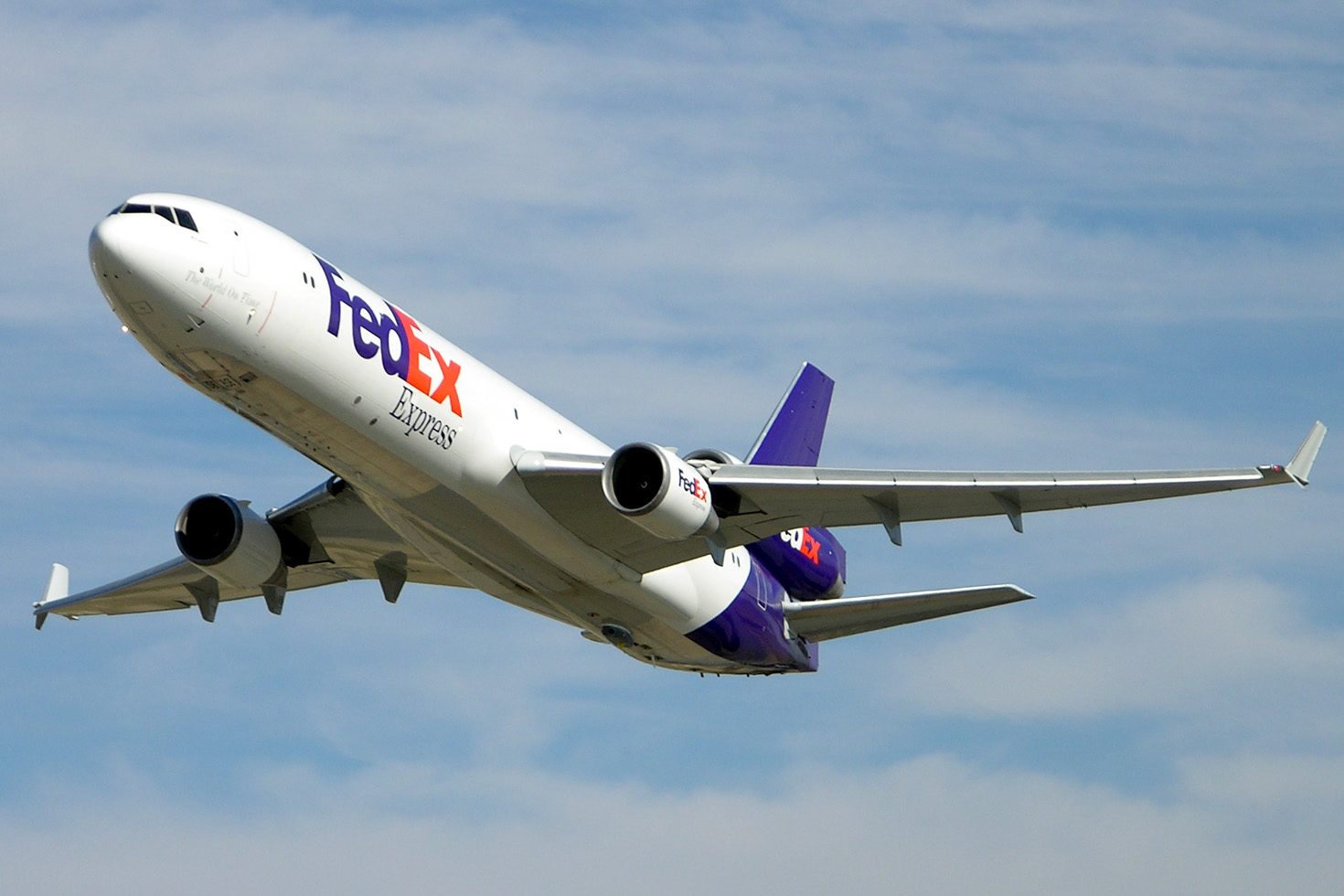
MD-11 de FedEx Express, la plus grande compagnie aérienne de fret au monde en 2009.

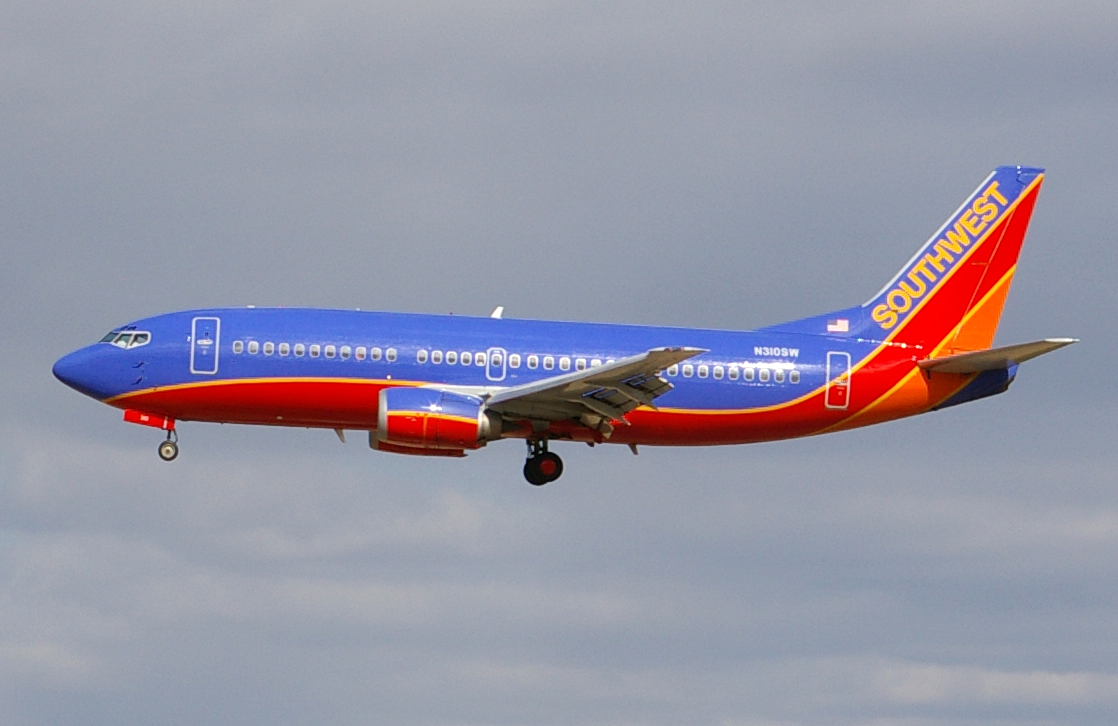
Boeing 737 de Southwest Airlines, la compagnie aérienne ayant le plus transporté de passagers au monde avec 101,9 millions en 2008.

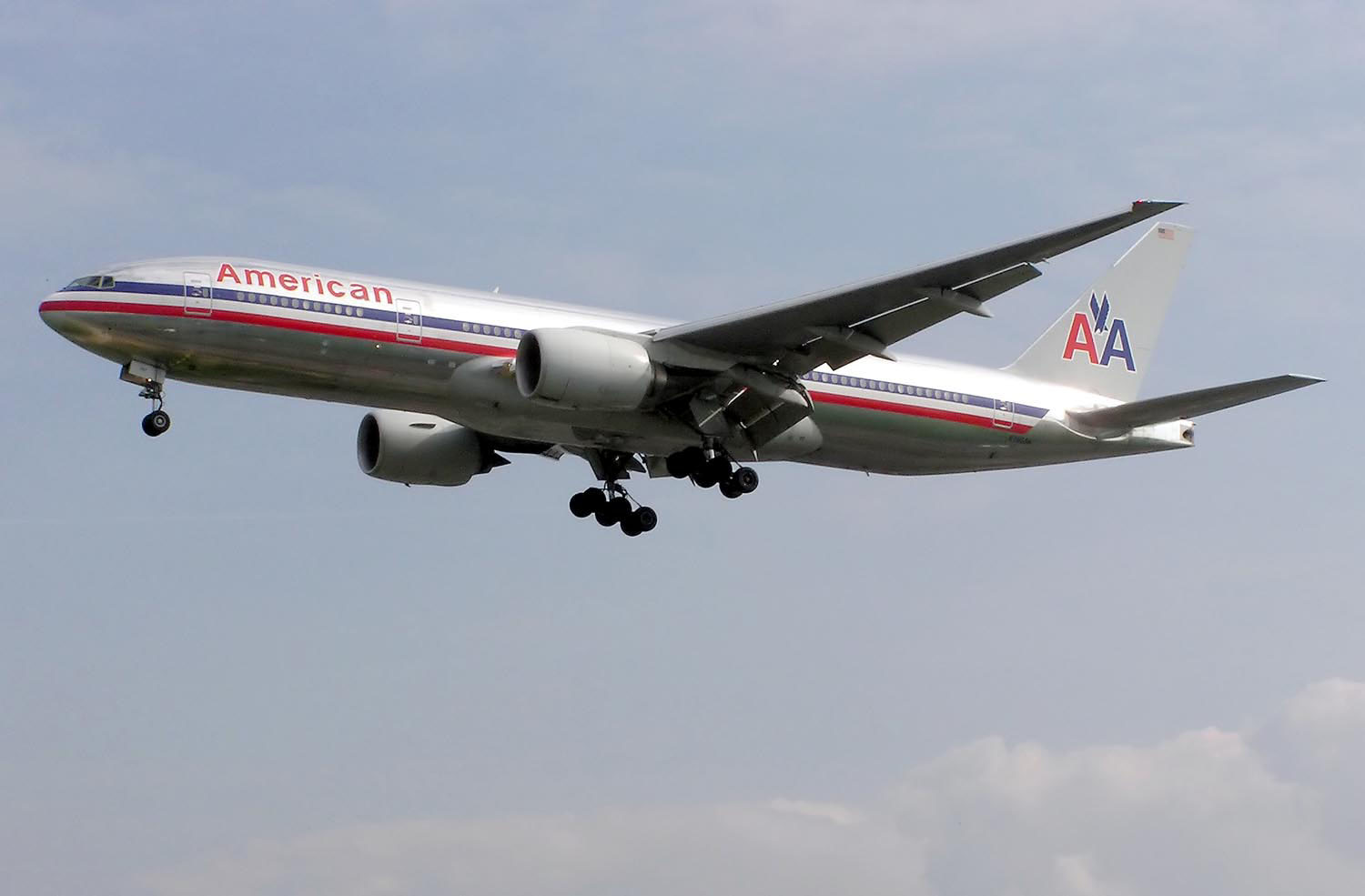
Boeing 777 d'American Airlines, la compagnie aérienne ayant le plus transporté de passagers sur kilomètres (Passager kilomètre transporté ou PKT) au monde avec 211,9 millions en 2008.

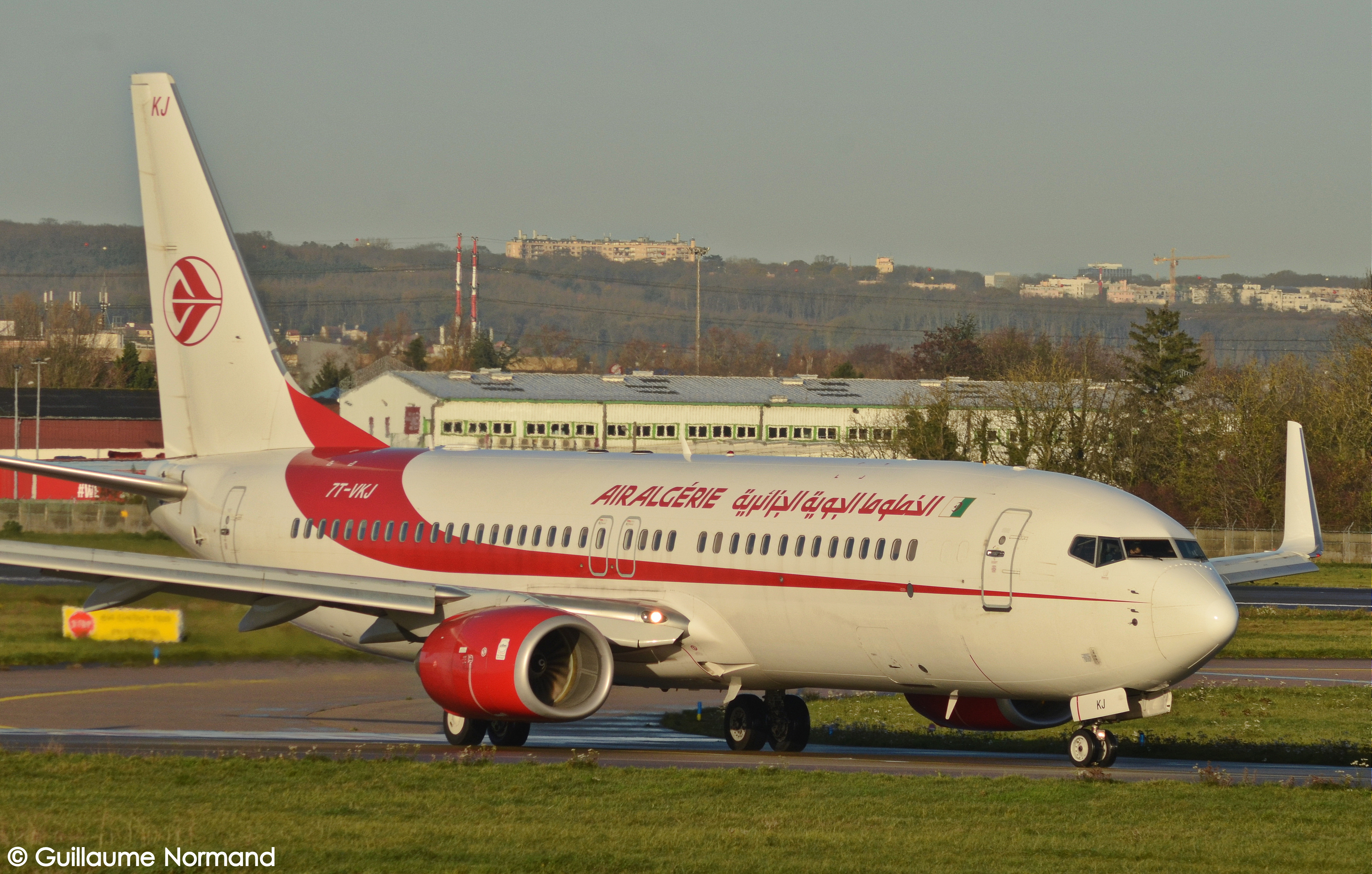
Boeing 737-800 d'Air Algérie.

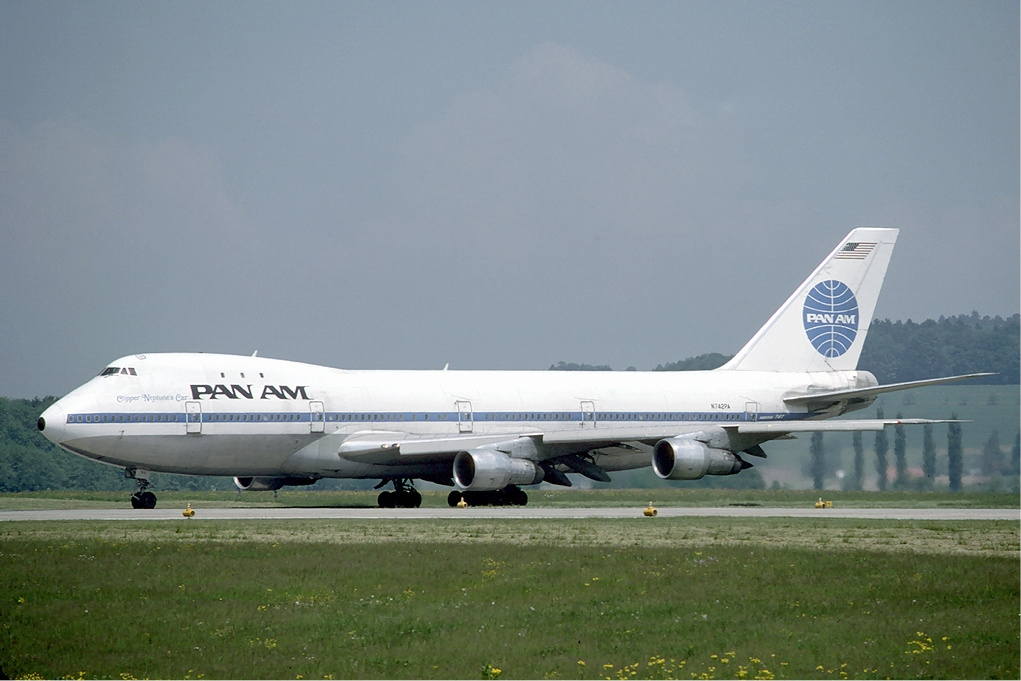
La Pan Am fut l'une des plus grandes compagnies aériennes du monde jusqu'en 1991, date de sa faillite. 20 ans après elle fait l'objet d'une série télévisée.

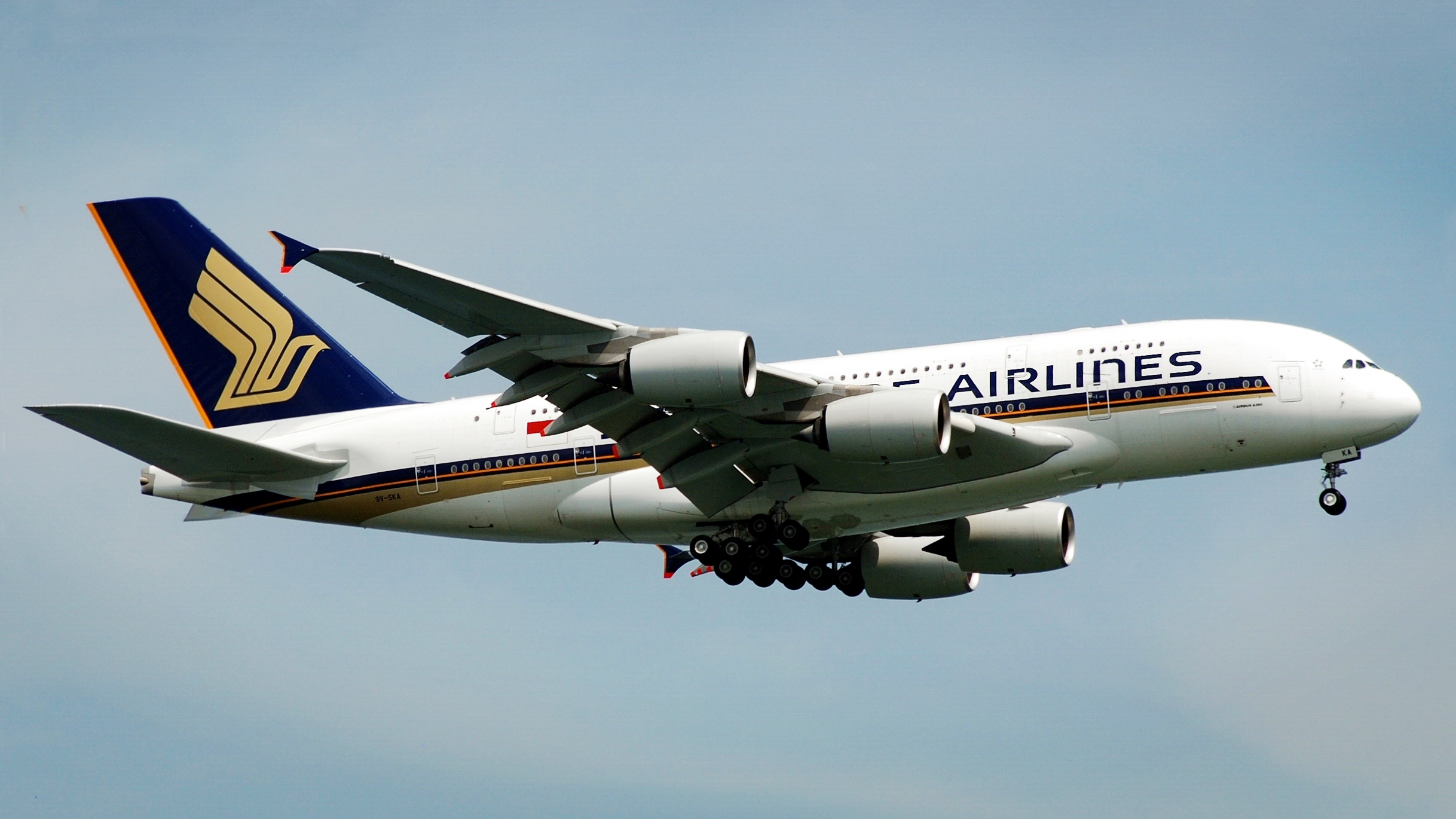
Singapore Airlines fut la première compagnie aérienne à recevoir l'Airbus A380 en 2007.

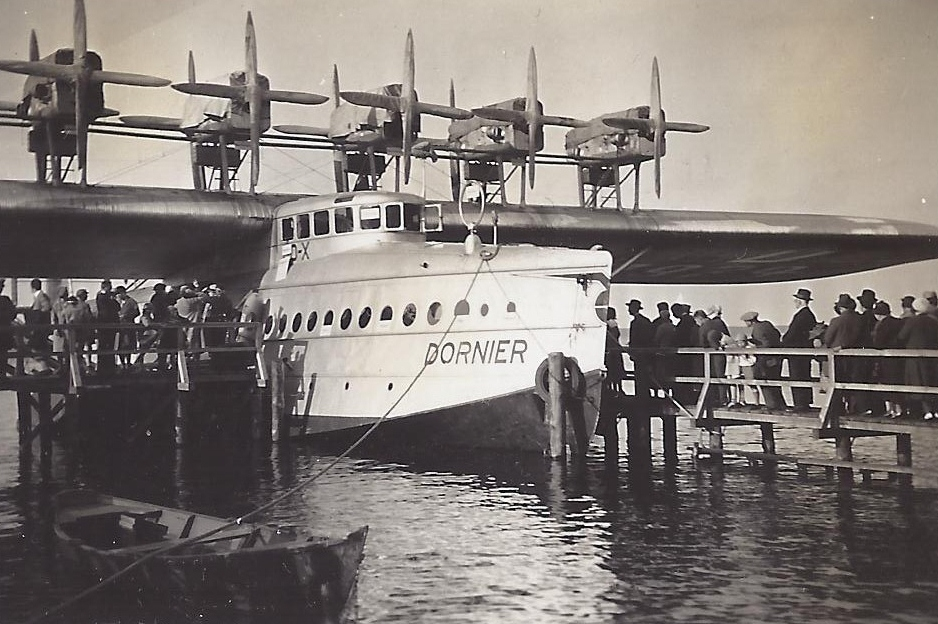
Visiteurs découvrant l'hydravion de transport de passagers Dornier Do X clôturant son tour du monde, lac Müggel, Berlin, 24 mai 1932. Cet hydravion ne trouva pas de compagnie aérienne cliente.

Une compagnie aérienne est une entreprise de transport aérien qui transporte des passagers ou du fret. Les compagnies aériennes louent ou achètent leurs avions pour offrir leurs services et peuvent former des partenariats ou des alliances pour des bénéfices mutuels.

## Économie
Les compagnies aériennes sont des entreprises, nationales ou internationales, revendiquant parfois leur identité nationale qui résulte de leur histoire ou de leur origine.
Ce sont le plus souvent des entreprises de taille importante à cause des investissements considérables que représentent l'achat d'avions et des volumes financiers à brasser pour assurer l'affrètement (y compris les dépenses de carburant qui ont une influence prépondérante sur leur équilibre financier) et l'entretien d'une flotte d'avions.
Les charters (ou nolisés) proposent leurs services (et leurs avions) à l'affrètement par des agences de voyages ou autres tiers. Elles sont souvent synonymes dans l'esprit du public de compagnies à bon marché, inconfortables et rarement ponctuelles. Cette image semble — aujourd'hui — moins proche de la réalité qu'elle n'a pu l'être (il existe des affrètements qui relèvent de la publicité et de l'événementiel, ou du haut de gamme). Mais ce mode de commercialisation est très courant dans le voyage aérien touristique (en particulier en Allemagne, en Scandinavie et au Royaume-Uni).

## Histoire

### Grandes lignes
Dès le lendemain de la Première Guerre mondiale, des bombardiers Farman F.50 ont été modifiés pour ouvrir des liaisons commerciales entre les grandes villes européennes, notamment Paris, Londres et Bruxelles. Le 8 février 1919, la Société Farman assurait le premier voyage de passagers sur Paris-Londres en 2 h 37,. En 1921, une liaison commerciale liait San Francisco à New York. Il est souvent rapporté que la première « vraie » compagnie aérienne fut la Pan American World Airways.
Historiquement, les liaisons les plus prestigieuses furent celles qui présentaient des difficultés spécifiques. Leur ouverture a généralement marqué le passage d'une ère de pionniers à celle d'une ère plus commerciale. Les noms de leurs initiateurs sont restés comme ceux d'aventuriers courageux : Jean Dagnaux sur les routes africaines, Maurice Noguès en direction de l'Extrême-Orient, Jean Mermoz pour l'Atlantique Sud.
[évasif]L'ouverture de liaisons difficiles a également frappé les imaginations. On se souvient de l'épopée de l'Aéropostale relatée par Antoine de Saint-Exupéry dans « Vol de nuit » où il montrait l'aventure de la ligne Buenos Aires-Santiago du Chili, par-dessus la Cordillère des Andes.
Aujourd'hui, les grandes lignes sont celles qui assurent le plus gros trafic. Avec cette unité de mesure, l'Atlantique Nord (liaisons entre capitales européennes et de la côte est des États-Unis) est l'évident vainqueur même s'il tend à être supplanté par le Pacifique Nord. Disposer de créneaux horaires pratiques dans les métropoles, d'un accès aux aéroports majeurs ou considérés comme les plus adaptés à un trafic international représentent un enjeu commercial indiscutable, comme contrôler les plateformes de correspondance ou hubs.

### Histoire récente
À la suite des attentats du 11 septembre 2001 commis au moyen du détournement de quatre avions de ligne de type Boeing 767 et Boeing 757, le secteur du transport aérien connaît une période de crise marquée par une baisse généralisée du nombre de passagers. De nombreuses compagnies aériennes font faillite. Cette crise est encore amplifiée en 2003 par l'épidémie de syndrome respiratoire aigu sévère ainsi que la troisième guerre du Golfe et place la plupart des compagnies aériennes en situation difficile.
Au début de l'année 2003, de nombreuses compagnies aériennes (dont en particulier des compagnies américaines) se trouvaient dans de graves problèmes financiers et durent lancer des programmes de réduction de coût (licenciement, réduction de salaire, diminution du nombre de lignes desservies…) et certaines durent même demander la protection du Chapitre 11, la loi américaine pour la protection contre les faillites.
Les années 2000 voient l'apparition des compagnies à bas coût sur les lignes court-courrier, offrant des prix réduits en échange d'un service à bord limité et d'un certain nombre de contraintes comme une liaison entre de plus petits aéroports. Ce sont ces compagnies (Ryanair, EasyJet…) qui enregistrent actuellement[Quand ?] les meilleures performances. Ces compagnies utilisent des avions modernes économiques en carburant et conçus pour être utilisés en flux continu. Sur ces compagnies, le coût du carburant représente la moitié du prix du vol.
Les années 2010 voient apparaître de nombreuses compagnies low-cost, certaines étant spécialisées dans l'« ACMI », c'est-à-dire du charter clé-en-main (équipage inclus). Les années 2015 et 2016 connaissent des baisses d'activité aérienne en raison des attentats en Europe, mais finalement, les années suivantes, les constructeurs d'avions annoncent tous des records de vente. Début 2019, la plupart des petits acteurs low-cost font faillite, les ventes à bord ne compensant pas leurs marges trop faibles : Air Berlin, Niki, Primera Air, VLM Airlines, SkyWork Airlines, Cobalt Air, Small Planet Airlines, Azur Air, Germania Group…

## Personnel
Le personnel d'une compagnie aérienne se compose :
- du personnel navigant (la compagnie Air France utilise les acronymes PNT et PNC) :
  - technique : les avions actuels sont mis en œuvre par deux pilotes dont l'un a un rang de commandant de bord. Les fonctions de navigateur, mécanicien de bord et radio ont disparu,
  - commercial : hôtesse ou steward chargés de la sécurité des passagers et du service à bord ;
- personnel au sol :
  - technique : agents d'entretien et de maintenance,
  - commercial : chargé de l'accueil, de la vente ou de l'enregistrement des passagers.

## Listes de compagnies aériennes
- Liste des plus grandes compagnies aériennes
- Liste des compagnies aériennes par pays
- Liste des compagnies aériennes à bas coûts (exhaustive début 2005)
- Liste des compagnies aériennes agréées AITA par ordre alphabétique
- Liste des codes AITA des compagnies aériennes (cette dernière liste est la plus complète début 2005)
- Liste des plus grandes flottes d'avions commerciaux gros porteurs
- Liste des plus grandes flottes d'avions commerciaux monocouloirs
- Liste des plus longs vols commerciaux

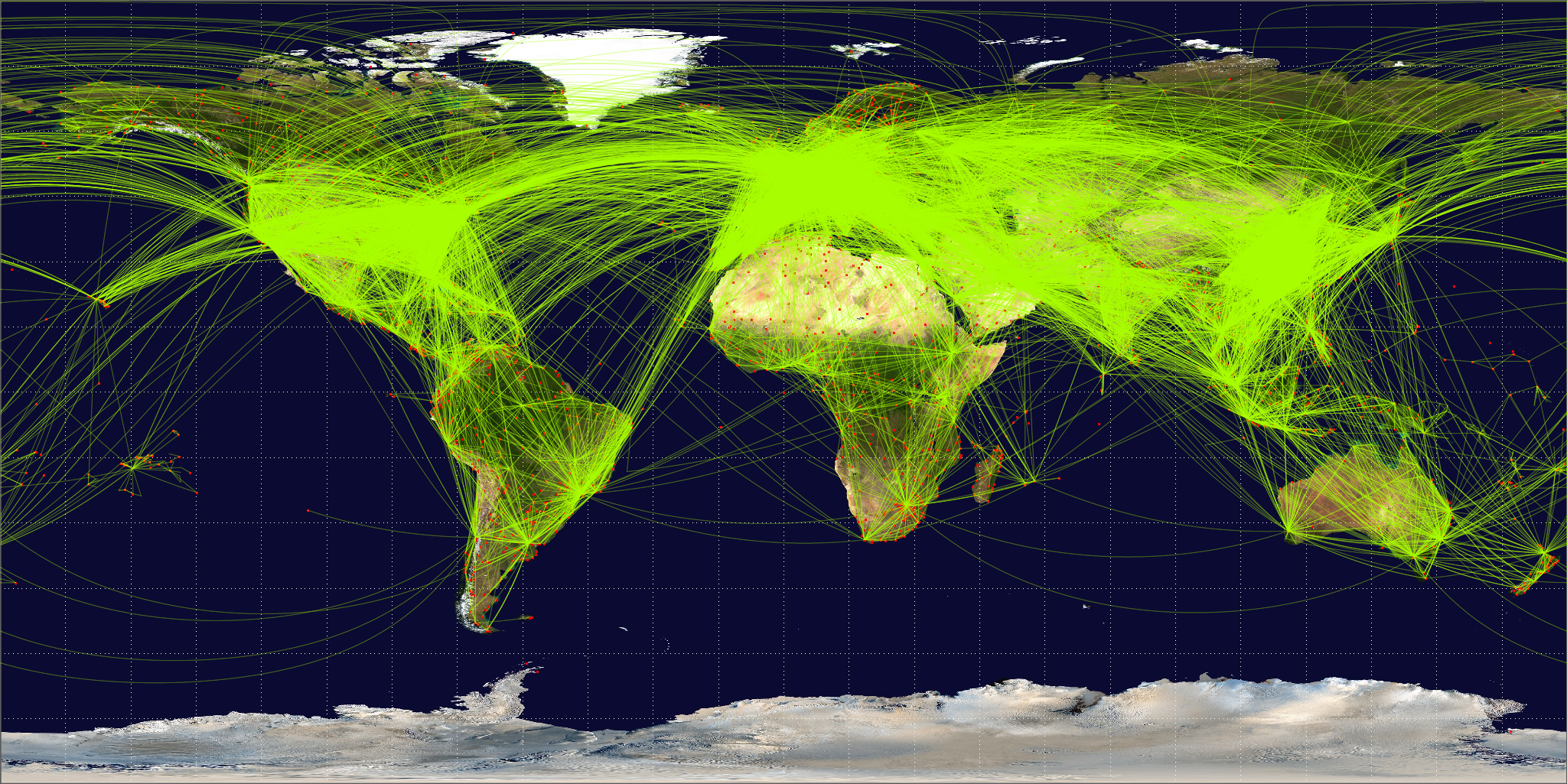
Carte du trafic aérien des compagnies aériennes en 2024